# Josef Stejskal (poslanec Říšské rady)
Josef Stejskal (1847 Orlice – cca 1923 Beroun) byl rakouský politik z Čech, v 2. polovině 19. století poslanec Říšské rady.

## Biografie
Narodil se v Orlici u Kyšperku. Byl aktivní literárně jako humorista. Na přelomu století publikoval cestopisné vzpomínky na Itálii. S manželkou Kateřinou žil v Zdětíně u Mladé Boleslavi. Pak se přestěhovali do Berouna. Zde po dobu téměř padesáti let zastával funkci městského tajemníka. Na tuto pozici nastoupil roku 1876, od roku 1912 oficiálně jako ředitel městské kanceláře. Často veřejně vystupoval při společenských událostech v Berouně. Působil v okrašlovacím spolku.
Působil i jako poslanec Říšské rady (celostátního parlamentu Předlitavska), kam usedl doplňovacích volbách roku 1887 za kurii městskou v Čechách, obvod Příbram, Březové Hory atd. Nastoupil 20. října 1887 místo Josefa Jirečka. Ve volebním období 1885–1891 se uvádí jako Josef Stejskal, městský tajemník, bytem Beroun.
Na Říšské radě se přidal k Českému klubu, který od konce 70. let sdružoval staročechy, mladočechy, českou konzervativní šlechtu a moravské národní poslance. Sám byl členem staročeské strany.